# Seznam řek v Turecku

Říční síť v Turecku

Turecké řeky (turecky řeka - nehir nebo ırmak).

## Podle délky na území Turecka
Tabulka obsahuje přehled řek v Turecku s délkou přes 500 km na území Turecka.
| Poř. | Řeka       | turecky       | Délka km | Povodí km² | Průtok m³/s | Ústí do          | Ústí kde                          | Geodata  |
| ---- | ---------- | ------------- | -------- | ---------- | ----------- | ---------------- | --------------------------------- | -------- |
| 1.   | Kızılırmak | Kızılırmak    | 1 355    | 77 100     | 184         | Černé moře       | Bafra, Samsun, Turecko            | OSM, WMF |
| 2.   | Eufrat     | Fırat Nehri   | 1 263    | 188 440    | ?           | Šatt al-Arab     | Qurna, Basra, Irák                | OSM, WMF |
| 3.   | Sakarya    | Sakarya Nehri | 824      | 65 000     | 193         | Černé moře       | Karasu, Sakarya, Turecko          | OSM, WMF |
| 4.   | Murat      | Murat Nehri   | 562      | 40 000     | ?           | Eufrat           | Keban, Elâzığ, Turecko            | OSM, WMF |
| 5.   | Seyhan     | Seyhan Nehri  | 560      | 20 700     | 200         | Středozemní moře | Tarsus, Mersin/Adana, Turecko     | OSM, WMF |
| 6.   | Araks      | Aras Nehri    | 548      | ?          | ?           | Kura             | Sabirabad, Sabirabad, Ázerbájdžán | OSM, WMF |
| 7.   | Tigris     | Dicle Nehri   | 523      | 30 960     | ?           | Šatt al-Arab     | Qurna, Basra, Irák                | OSM, WMF |
| 8.   | Yeşilırmak | Yeşilırmak    | 519      | 36 100     | 150         | Černé moře       | Çarşamba, Samsun, Turecko         | OSM, WMF |
| 9.   | Ceyhan     | Ceyhan Nehri  | 509      | 21 200     | 230         | Středozemní moře | Karataş , Adana, Turecko          | OSM, WMF |

## Podle úmoří
Seznam tureckých řek podle kontinentu, úmoří a povodí.

### Evropa

#### Černé moře
- Veleka
- Rezovska reka

#### Bospor
- Alibey

#### Marmarské moře
- Kınık

#### Dardanely
- Tayfur

#### Egejské moře
- Marica
  - Arda
  - Tundža
  - Ergene

### Asie

#### Středozemní moře
- Acısu
- Aksu
- Ásí
- Ceyhan
- Dalaman Çayı
- Göksu
- Manavgat
- Seyhan
  - Zamantı
  - Göksu

#### Egejské moře
- Bakırçay
- Malý Menderes
- Velký Menderes
- Gediz
  - Paktolós
- Karamenderes

#### Dardanely
- Çanakkale

#### Marmarské moře
- Gráníkos
- Adirnaz
- Simav
  - Nilüfer

#### Černé moře
- Čoroch
- Mutludere
- Sakarya
- Yeşilırmak
  - Kelkit
- Kızılırmak

#### Arabské moře
- Eufrat
  - Murat
  - Karasu
  - Chábúr
- Tigris
  - Velký Zab

#### Kaspické moře
- Kura
  - Aras